# David Mossel
David Alexander Antonius Mossel (Amsterdam, 1 juli 1918 – Utrecht, 30 augustus 2004) was een Nederlands levensmiddelenmicrobioloog en hoogleraar.

## Loopbaan
Mossel studeerde van 1936 tot 1941 medicijnen aan de universiteit van Leiden en van 1945 tot 1949 menselijke biologie aan de universiteit van Utrecht. In 1949 behaalde hij zijn doctoraal met zijn proefschrift "Water in levensmiddelen: haar invloed op micro-organismen". Hij ontving een master in voedselwetenschappen aan de universiteit van Cambridge in 1948 en in 1961 een diploma voor water- en voedselmicrobiologie aan het Pasteur Instituut in Parijs en Rijsel.
Hij was onder andere professor voor voedsel- en watermicrobiologie aan de Katholieke Universiteit Leuven en aan de Faculteit Diergeneeskunde van de Universiteit Utrecht. Mossel was voorzitter van het Eijkman Medaillefonds, verbonden aan het Koninklijk Instituut voor de Tropen.
Mossel onderwees aan bijna vijftig universiteiten over de hele wereld en ontving meerdere eredoctoraten. Hij sprak naast Nederlands, vloeiend Engels, Duits, Frans en Spaans.
Een van zijn bekendste en nog altijd veel gebruikte publicaties is: Essentials of the Microbiology of Foods, waarin de basis van de hedendaagse levensmiddelenmicrobiologie wordt beschreven.
- Bibsys: 90197774
- Biblioteca Nacional de España: XX833339
- Bibliothèque nationale de France: cb12136433r (data)
- CiNii: DA09575067
- International Standard Name Identifier: 0000 0001 1646 1408
- Library of Congress Control Number: n86840067
- Nationale Bibliotheek van Israël: 987007265650305171
- Nederlandse Thesaurus van Auteursnamen: 069028567
- Système universitaire de documentation: 029818273
- Trove: 926948
- Virtual International Authority File: 54685411
- WorldCat: E39PBJw4FVWx7WktbBMGdg8cT3